# Lucas Martins
Pour les articles homonymes, voir Martins.
Pas d'image ? Cliquez ici

a Compétitions nationales et continentales officielles uniquement.

b Matchs officiels uniquement.
Dernière mise à jour le 25 octobre 2024.
Lucas Martins, né le 16 janvier 2003, est un joueur international portugais d'origine française de rugby à XV évoluant au poste d'ailier, au sein de l'effectif du SU Agen.
Son frère ainé, Nicolas Martins, est également un joueur international portugais de rugby à XV mais évolue au poste de troisième ligne aile.

## Biographie

### Jeunesse et formation
Lucas Martins naît d'un père portugais. Il commence la pratique du rugby à XV dès l'âge de sept ans au sein du club de Colomiers Rugby, puis rejoint l'Association sportive Tournefeuille rugby en 2016.
En 2019, Lucas Martins rejoint le Blagnac Rugby. Joueur JIFF, il est un ailier dynamique, rapide et puissant, fiable dans les duels aériens et fait preuve de polyvalence, pouvant évoluer au centre ou à l'arrière si nécessaire. Il a dû mettre entre parenthèses ses études d'ingénieur en alternance à l'Institut catholique d'arts et métiers et chez GRDF pour se concentrer sur le rugby professionnel. Son frère ainé Nicolas est un joueur international portugais de rugby à XV.

### Carrière professionnelle
Lucas Martins fait ses débuts en équipe première au Blagnac Rugby, évoluant en Nationale, lors de la saison 2022-2023. 
Sa progression est freinée par une blessure en octobre 2023, le contraignant à manquer plusieurs mois de compétition. À son retour en janvier 2024, il participe à quelques rencontres avant que le club ne dépose le bilan lors de l'exercice 2023-2024, laissant Lucas Martins sans club et face à des incertitudes quant à son avenir. En début d'année 2024, il est sélectionné pour participer au Championnat d'Europe avec l'équipe du Portugal, aux côtés de son frère Nicolas. Il dispute quatre rencontres, dont la demi-finale et la finale perdue face à la Géorgie, et s'illustre en inscrivant trois essais,.
Cette performance attire l'attention de plusieurs clubs professionnels, notamment du SU Agen. Séduit par le projet du club, il signe un contrat jusqu'en 2027,. Après une préparation estivale satisfaisante, il fait ses débuts en Pro D2 lors de la saison 2024-2025, inscrivant rapidement un essai lors de sa première rencontre contre le Stade montois,, puis lors de la seconde face à l'USON Nevers. Son impact immédiat, notamment par ses qualités sous les ballons hauts et sa vitesse, en fait l'une des révélations du début de saison, et l'un des joueurs favoris du public du stade Armandie.

## Palmarès
- Finaliste du Championnat d'Europe en 2024 avec le Portugal.